# Права животных в России
Права́ живо́тных в Росси́и — идея о равноценности в России, как и во всём мире, главных потребностей людей и животных. Например, потребности избегать боль и сохранять свою жизнь.

## Общие сведения
Сторонники прав животных придерживаются разных философских точек зрения, но все склоняются к тому, что животных нельзя рассматривать как обычную частную собственность и использовать для получения ресурсов для человеческой жизни, в индустрии развлечений и в научных экспериментах, а некоторые права, должны быть закреплены за животными юридически.

## Исторические предпосылки
В начале XIX века в Зверинце Царского села (ныне Александровский парк) рождались и закреплялись новые формы придворной русской жизни, культуры развлечений и быта, заимствованные из Западной Европы.
Детям из аристократических семей стали прививать любовь к животным.
В Зверинце жили лебеди, утки, косули, зайцы, ламы, слоны, крупный рогатый скот, которые имели собственные «дома», дети посещающие парк стали персонифицировать животных и давать клички.
В Российской империи началось строительство парковых павильонов, в которых содержали своих любимых животных зажиточные горожане.
Император Александр I содержал в Петербурге своих восемь лошадей-пенсионеров: все они были участниками наполеоновских походов. В торжественной церемонии похорон Александра I приняли участие два персональных царских пенсионера — мерин Толстой Орловской и кобыла Аталанта.
Впоследствии Николай I перенял заботу о лошадях-пенсионерах.
В 1829 году придворный архитектор Адам Менелас по приказу императора Николая возвел «Пенсионерные конюшни», где животные доживали свой век. Позже в «Пенсионерные конюшни» стали отправлять всех лошадей прослуживших «верой и правдой» императорской семье. Кобыле Бьюти по указу императрицы Александры Федоровны на камне была высечена надпись «Лошадь Ея Императорского Величества Бьюти служила Государю Императору 24 года». Так было положено начало лошадиному кладбищу.
Сведений о том, что случилось с императорскими лошадьми-пенсионерами после революции, нет.
В 30-е годы XX века в России происходили массовые забои лошадей, целенаправленно уничтожались борзые собаки, так как животные ассоциировались с дворянством.
Идеологией СССР являлся материализм, который формировался и развивался во всех направлениях в том числе науке. Во времена доминирующего материализма существование животных рассматривалось только в качестве товаров и ресурсов в механизме развивающегося индустриализма.

## Современные взгляды

Митинг в защиту бездомных животных в Москве

Согласно данным опроса «Должны ли быть у животных права?» 349 респондентов московского издания «Газета», проведенного на её сайте, 40 % опрошенных считают, что у животных не должно быть прав. Противоположной точки зрения придерживаются 38 %, 10 % опрошенных заявили что тема прав животных их не интересует.
Алексей Вайсман, охотник и член комиссии по биоэтике МГУ, координатор проектов программы Traffic WWF в России, против законодательного закрепления прав животных. Он считает защитников прав животных «как правило людьми экологически и биологически неграмотными», которые «пылко любят животных, сидя за экраном компьютера».
Согласно статье 137 ГК РФ, к животным применяются общие правила об имуществе постольку, поскольку законом или иными правовыми актами не установлено иное. При осуществлении прав не допускается жестокое обращение с животными, противоречащее принципам гуманности. В соответствии с ч. 2 ст 231 ГК РФ возврат найденного безнадзорного животного прежнему хозяину осуществляется с непременным учётом привязанности самого животного, что исключает определение животного как вещи. За жестокое обращение с животными, повлекшее их гибель или увечье, если это деяние совершено из хулиганских побуждений, или из корыстных побуждений, или с применением садистских методов, или в присутствии малолетних, статья 245 УК РФ предусматривает до двух лет лишения свободы. Однако на практике данная статья применяется чрезвычайно редко.
Известная певица и защитница животных Елена Камбурова, благодаря соединению многих известных артистов, осуществила в 2007 году свою идею: памятник «Сочувствие» на станции Московского метро «Менделеевская». Памятник поставлен в честь убитой в метро бродячей собаки по кличке «Мальчик», которую убила 21-летняя владелица другой собаки, признанная судом невменяемой и отправленная на лечение.
Предложение о введении поста уполномоченного по правам животных в Москве
В январе 2010 года ряд известных российских деятелей культуры, среди которых Елена Камбурова, Сергей Юрский, Инна Чурикова, Валентин Гафт и Андрей Макаревич обратились к властям с предложением о введении поста уполномоченного по правам животных.
Сергей Юрский:
Общества защиты братьев наших меньших должны пронизывать жизнь страны, как животные пронизывают нашу жизнь
Это обращение стало реакцией на незаконный массовый отстрел собак в Москве и вызвало полемику в СМИ. Писатель публицист «Известий» Дмитрий Соколов-Митрич выступил против, по его мнению права должны сочетаться с обязанностями и ответственностью, которыми животные обладать не могут. Обозреватель «РИА Новости» публицист Николай Троицкий подверг предложение критике, пояснив, что бездомные собаки представляют опасность для людей, что эти животные занимают экологическую нишу волка в городских экосистемах. Публицист отметил, что очень любит собак и кошек, но уточнил, что на «бесчисленные своры и стаи диких злобных хищников», по его мнению, «заполонивших парки, пустыри и спальные районы столицы» его любовь не распространяется.
Предложение о введении должности Уполномоченного при Президенте по защите животных

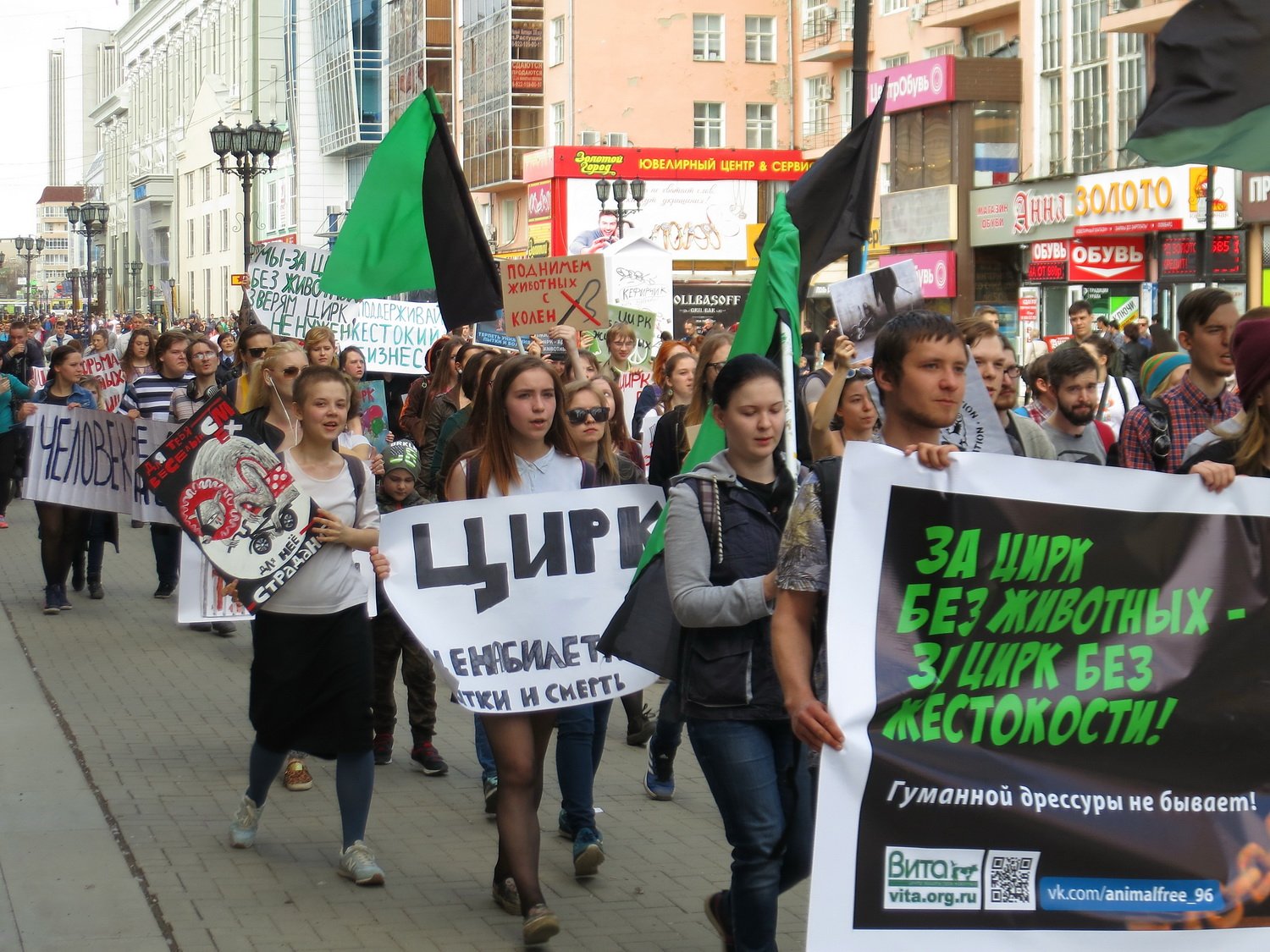
Шествие «За цирк без животных» в Екатеринбурге, 17.04.2016

31 января 2016 года на одном из международных сайтов появилась соответствующая петиция на английском языке. . 7 февраля 2016 года автор петиции, Кристина Акчурина, разместила на сайте change.org  русскоязычную версию обращения . В апреле 2016 вопрос о появлении в России Уполномоченного по защите животных стал одним из самых популярных на сайте программы "Прямая линия с Владимиром Путиным". Пресс-секретарь Президента России Дмитрий Песков подтвердил, что в Кремле известно об этой инициативе . По состоянию на май 2016 года более 142 тысяч россиян проголосовали в поддержку петиции.